# Truong Hai Auto Corporation
Truong Hai Group Corporation (THACO) est l'un des principaux constructeurs automobiles du Viêt Nam. Fondée en 1997, l’entreprise est considérée comme l'une des pionnières de l'industrie automobile nationale. Elle possédait une part de 32% du marché automobile vietnamien en 2014. En 2017, THACO disposait de la plus grande capacité de production automobile du Vietnam, d’environ 71 000 véhicules par an.
La gamme de THACO se compose de voitures familiales, de camions légers et de bus. Engagée dans une coentreprise avec Kia Motors, la société construit des voitures de marque Kia dans son usine principale, située dans la zone économique de Chu Lai. Elle produit également des Mazda via sa filiale VinaMazda. Enfin, en 2020, l'entreprise est entrée sur le marché des motos.

## Modèles
- Mazda (Mazda 3, Mazda CX-5)[6]
- Kia Motors (Kia Morning, Kia Grand Carnival)[7]
- Peugeot
- Autobus Thaco construits sur des châssis Hyundai (Thaco City, Thaco County, Thaco Universe, Thaco Mobihome)[8]
- Autobus Hyundai (Hyundai Solati)
- Camions Hyundai[9]
- Camions Foton
- Camions et véhicules utilitaires légers Thaco (Thaco Towner, Thaco Frontier, Thaco Forland, Thaco Ollin)
- Assemblage de bus Mercedes-Benz pour le marché vietnamien[10]
- BMW
- Mini
- Camion Fuso
- Minibus Iveco

## Galerie

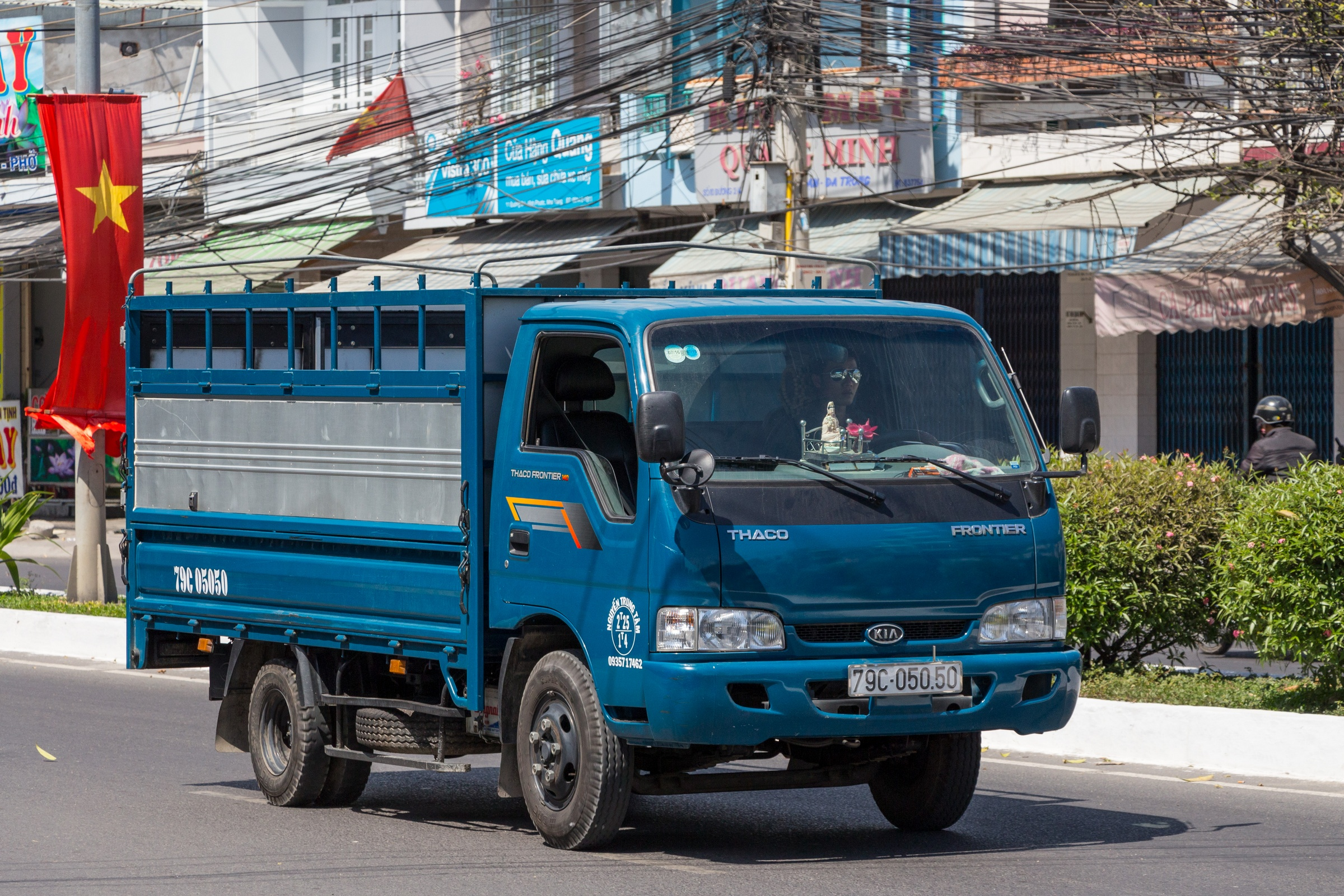
Thaco Frontier 140
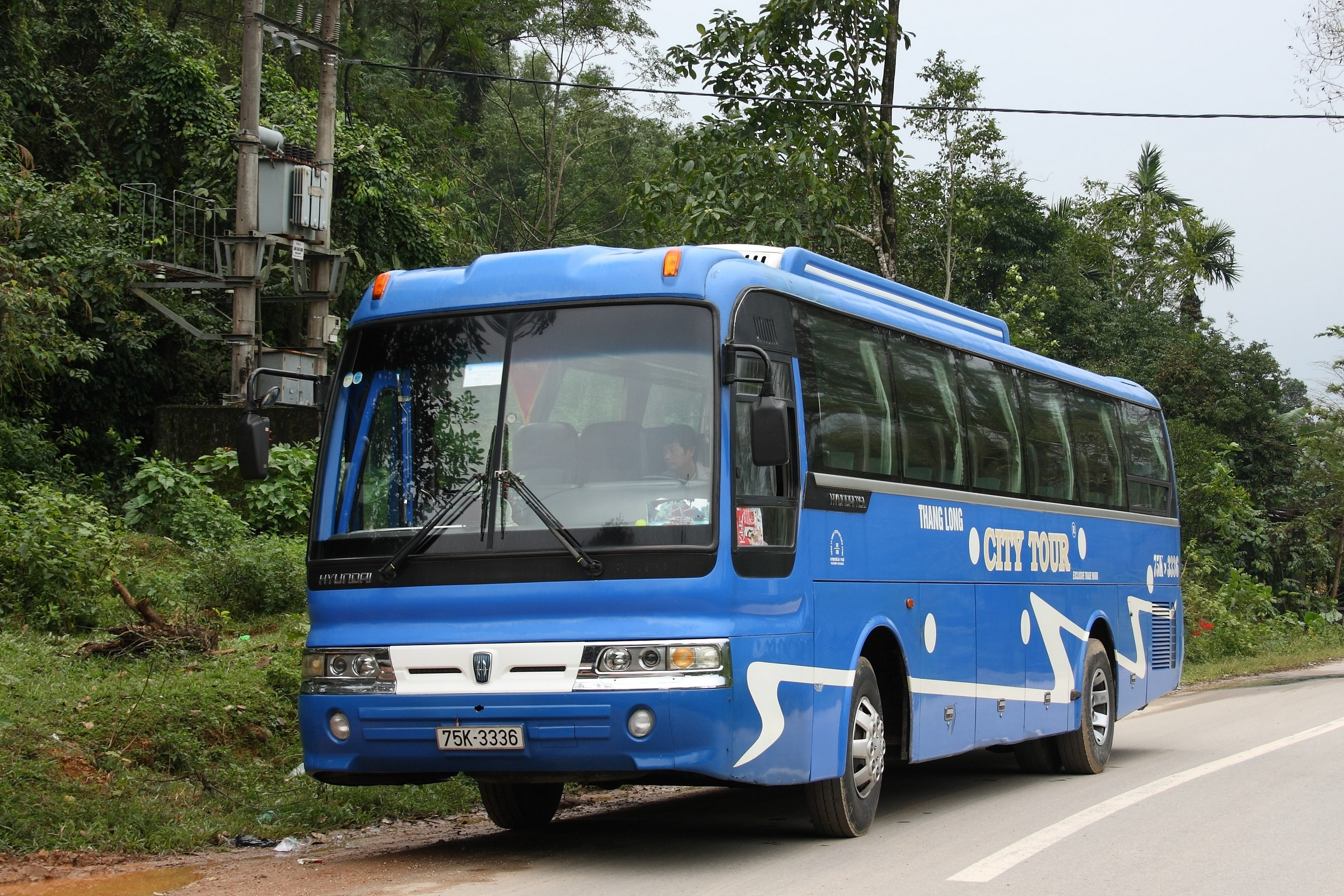
Thaco Hyundai 115L
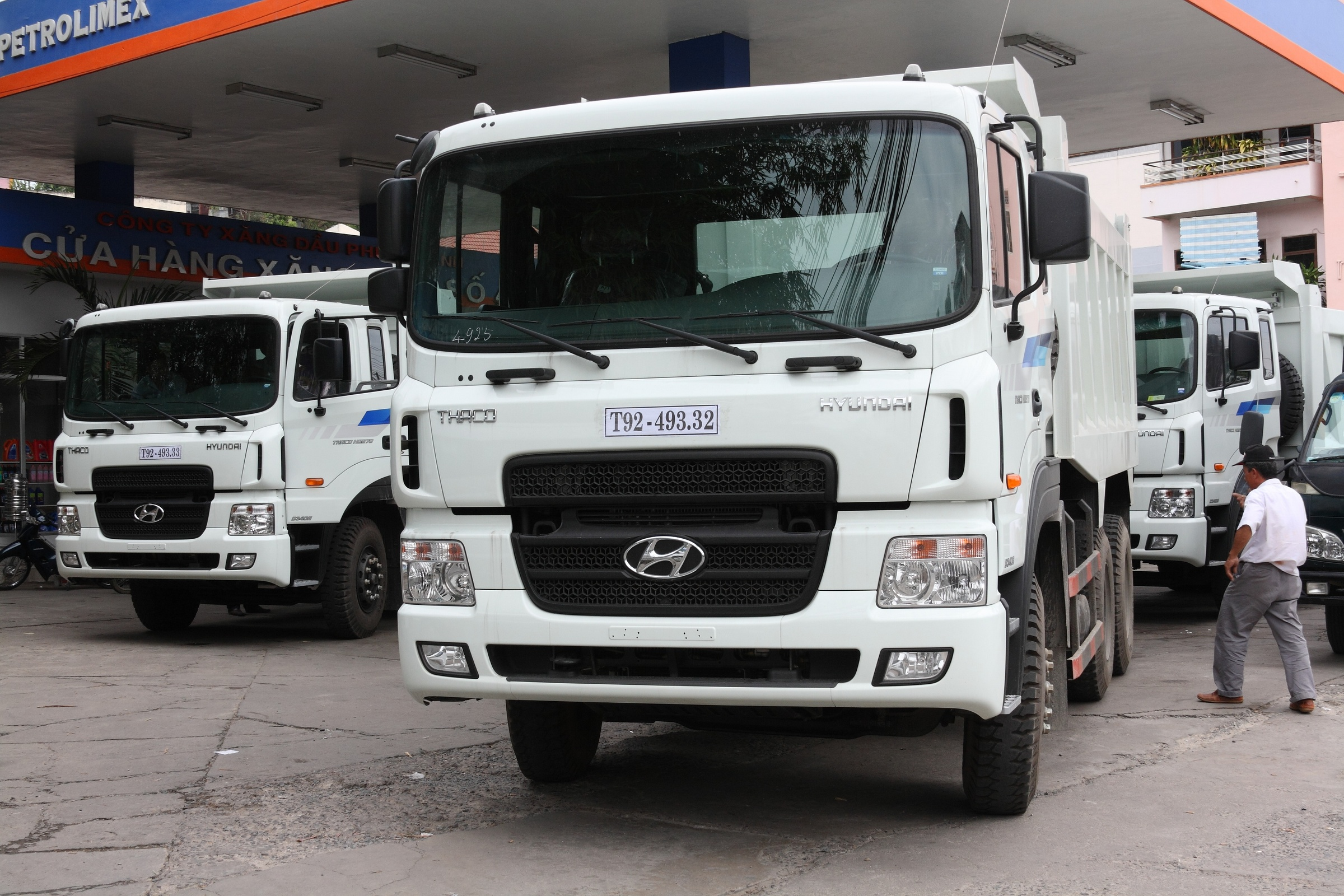
Thaco Hyundai HD270